# Gorgonia flabellum
A Gorgonia flabellum a virágállatok (Anthozoa) osztályának a szarukorallok (Alcyonacea) rendjébe, ezen belül a Holaxonia alrendjébe és a Gorgoniidae családjába tartozó faj.

## Előfordulása
A Gorgonia flabellum előfordulási területe az Atlanti-óceán középnyugati részén van, a Mexikói-öbölben, valamint a Karib-térségben.
Vízalatti sziklákhoz vagy egyéb szilárd tárgyakhoz rögzülve éli le az életét.

## Megjelenése
Ennek a szarukorallnak a kolóniái széles de vékony, legyezőszerű alakot vesznek fel. A kolónia átmérője akár 1,5 méter is lehet. Színük lehet zöldes vagy barnás.

## Képek

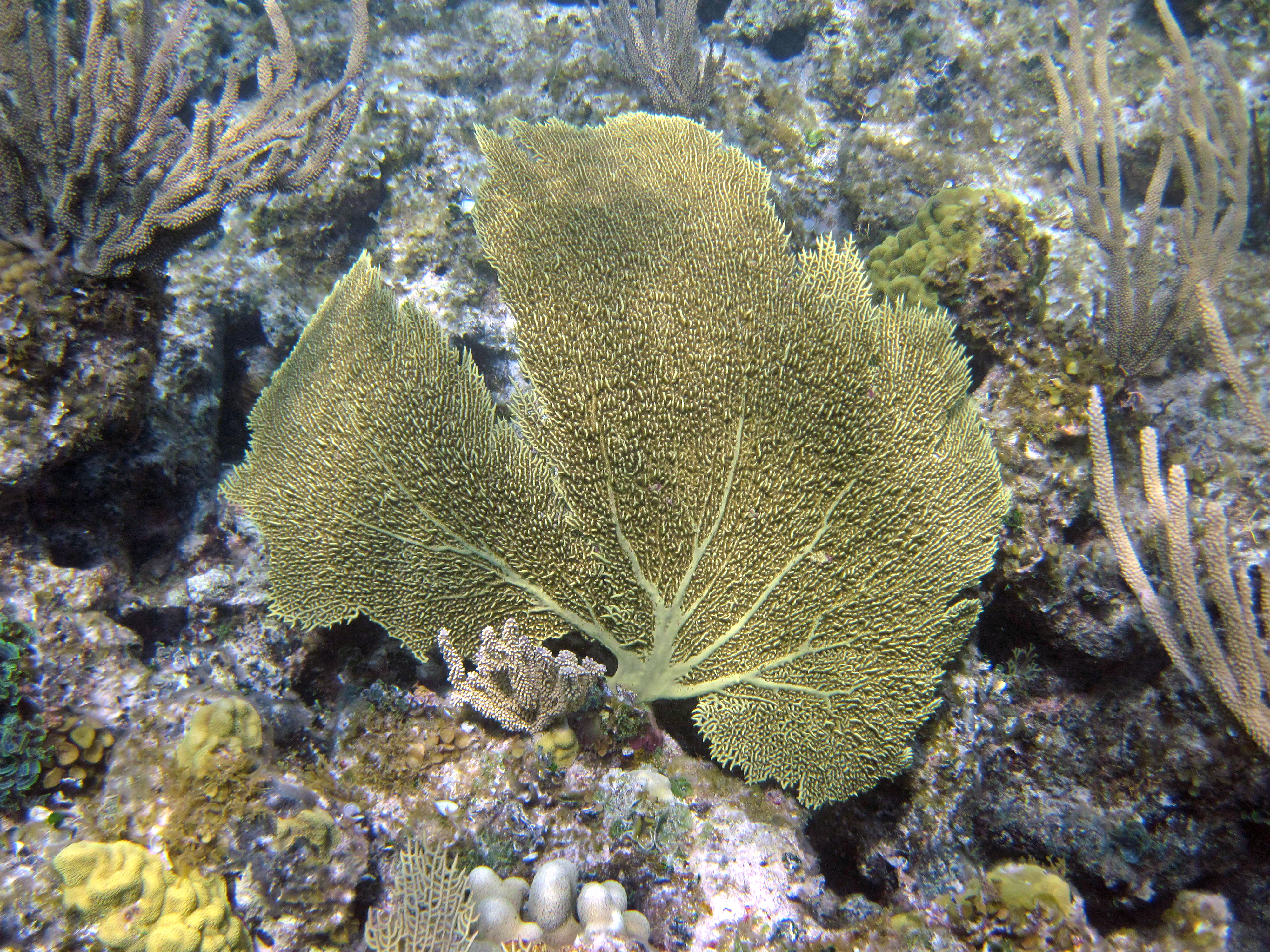
Több színváltozatban,
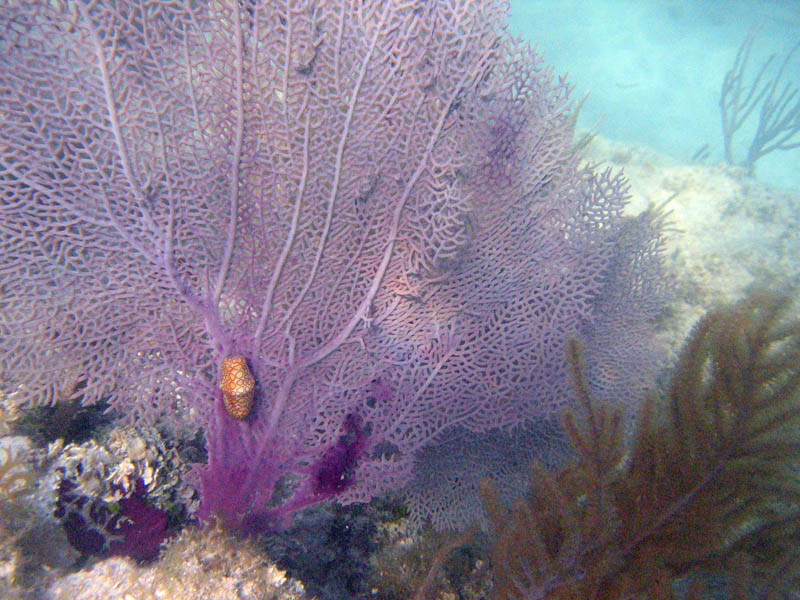
bár a szín a vízben levő látási viszonyoktól is függ
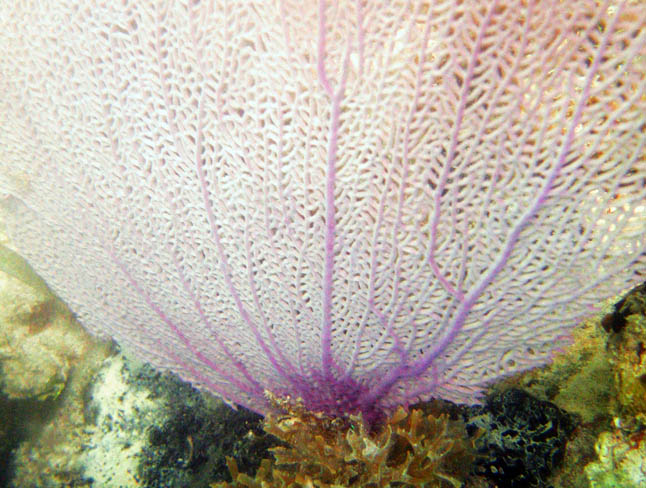
A kolónia főágai és ágacskái közelről
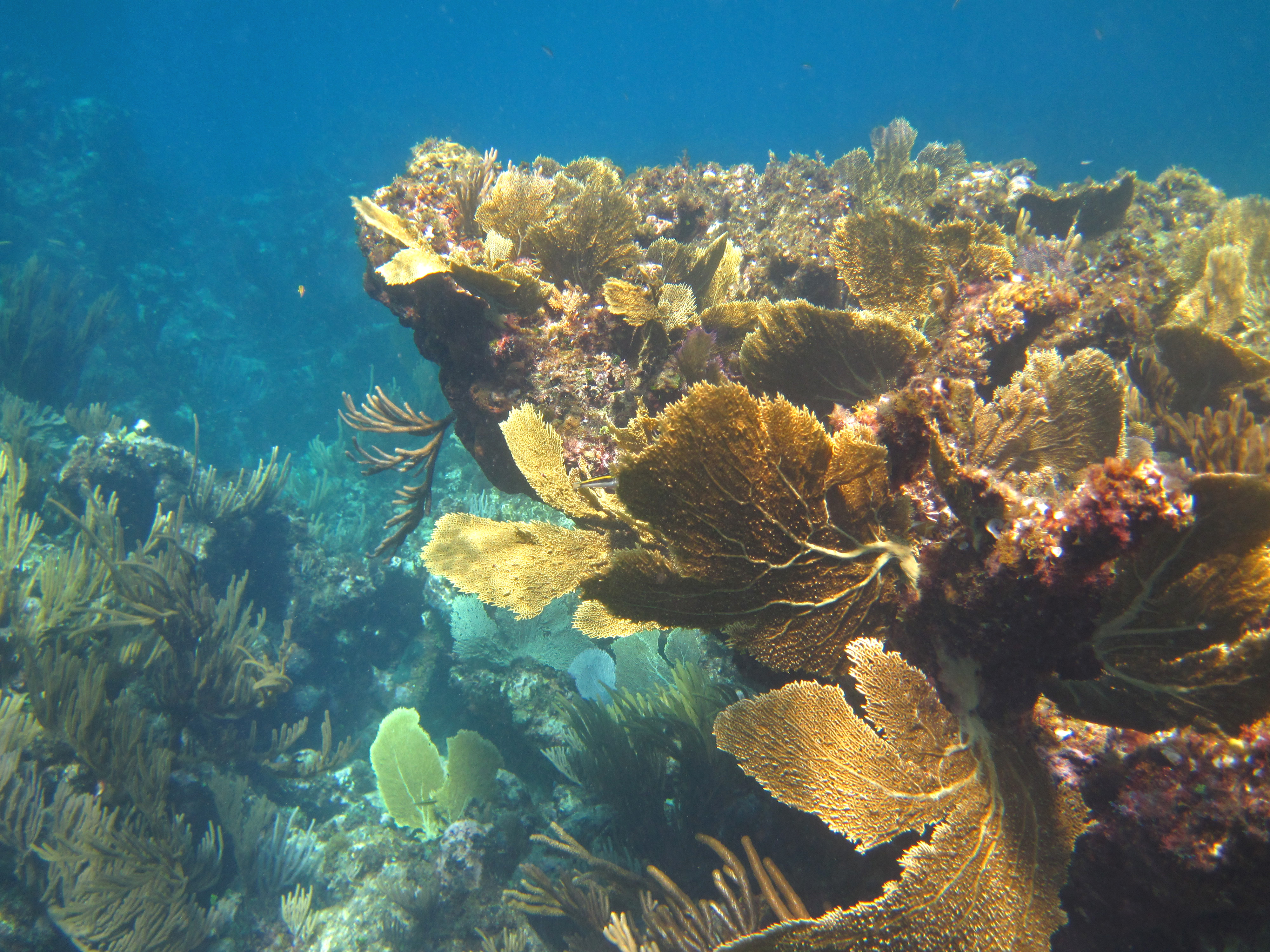
A korallszirten
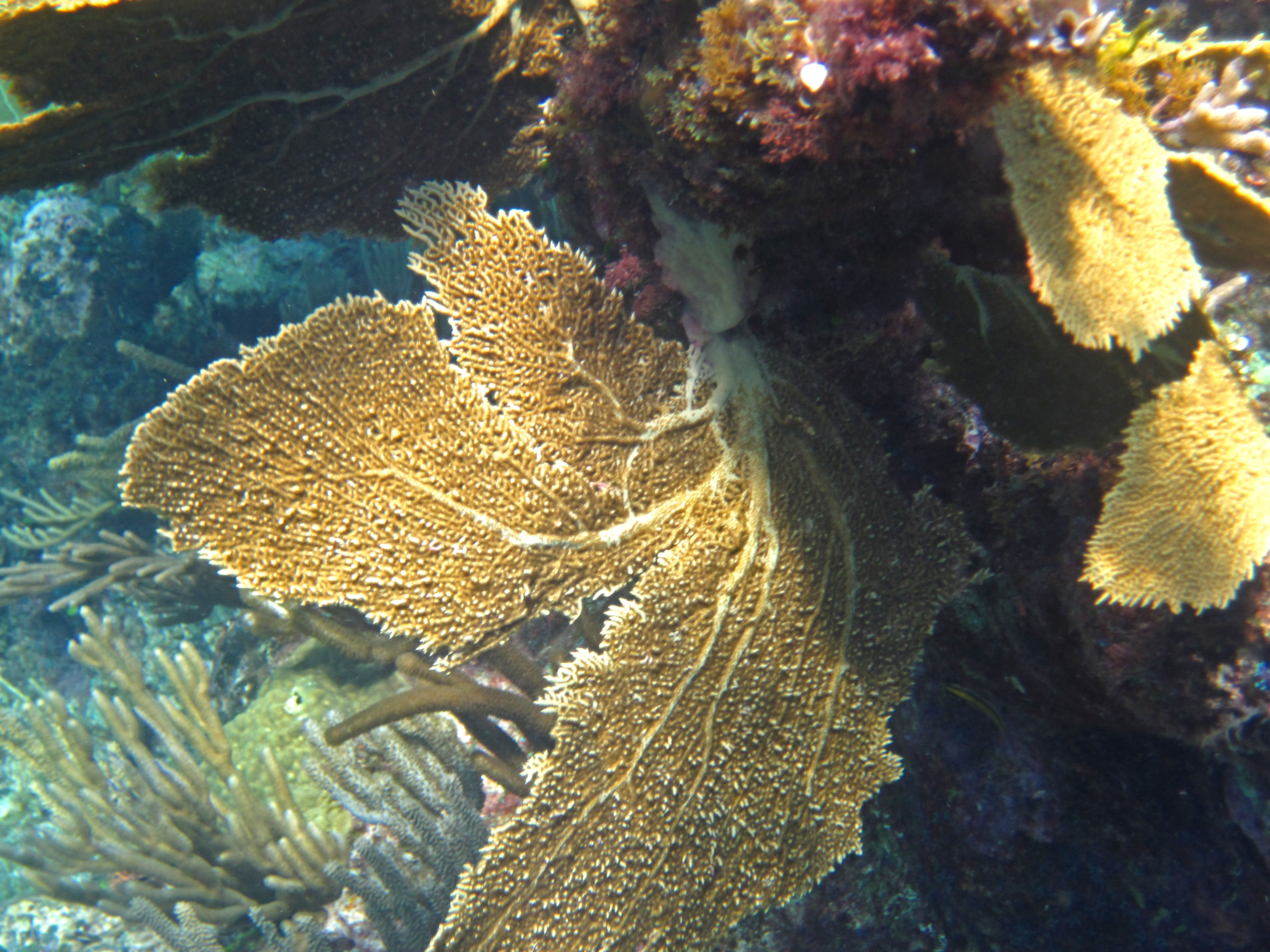
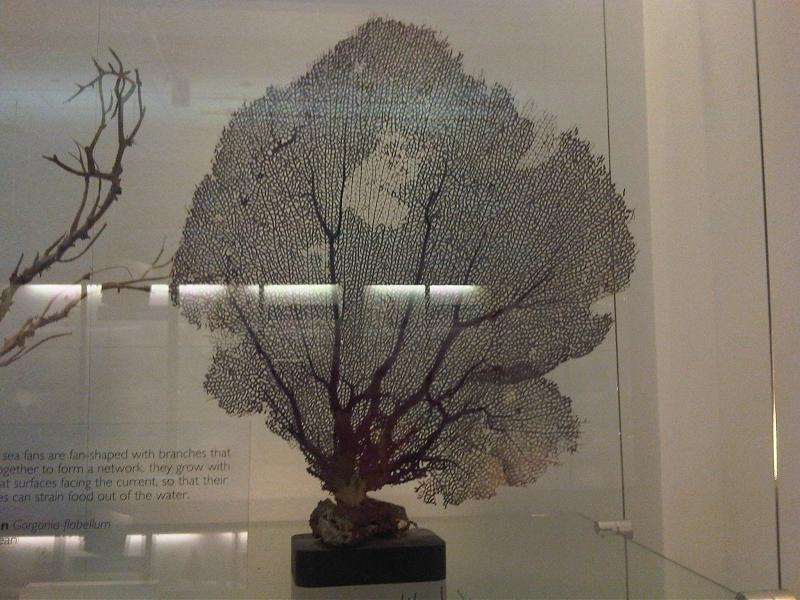
Az állat a londoni Természettudományi Múzeumban